# Baindur
Byndoor hay Baindur là một taluk thuộc huyện Udupi district, bang Karnataka, Ấn Độ.